# El Zapote, Pueblo Nuevo
El Zapote är en ort i Mexiko.   Den ligger i kommunen Pueblo Nuevo och delstaten Durango, i den centrala delen av landet, 800 km nordväst om huvudstaden Mexico City. El Zapote ligger 893 meter över havet och antalet invånare är 343.
Terrängen runt El Zapote är bergig norrut, men söderut är den kuperad. El Zapote ligger nere i en dal. Runt El Zapote är det mycket glesbefolkat, med 6 invånare per kvadratkilometer. Närmaste större samhälle är Pueblo Nuevo, 6,2 km norr om El Zapote. I omgivningarna runt El Zapote växer huvudsakligen savannskog.